# Mojave-Wüste

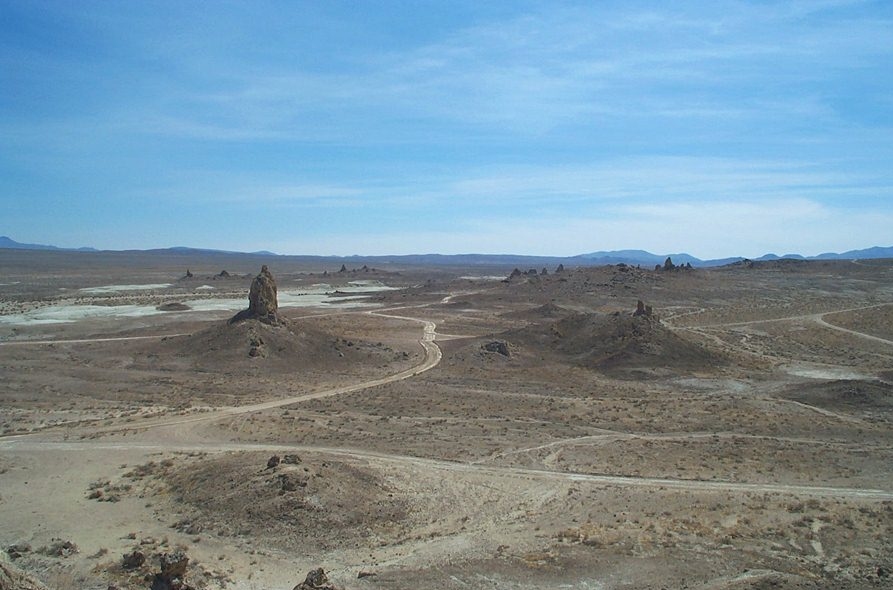
Pinnacles National Natural Landmark

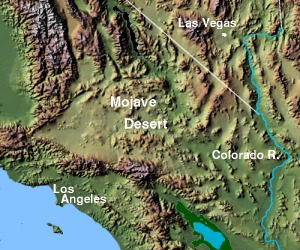
Karte

Die Mojave-Wüste (Anhörenⓘ) (englisch Mojave Desert [məˈhɑːviː]), auch bekannt als Mohave-Wüste, ist eine Wüste im Westen Nordamerikas. Sie umfasst 113.300 Quadratkilometer auf dem Gebiet der US-Bundesstaaten Kalifornien und Nevada sowie Ausläufer bis nach Utah und Arizona. Die Wüste bildet ein typisches amerikanisches Wüstenbecken und wird von den Tehachapi-Bergen, den San Gabriel Mountains und den San Bernardino Mountains begrenzt. Ihre westlichen Ränder sind sehr deutlich erkennbar, da sie aus den beiden größten kontinentalen Störungszonen Kaliforniens, der San-Andreas-Verwerfung und der Garlock-Störungszone, bestehen.
Die Mojave-Wüste gehört zu den Regenschattenwüsten. Regenschattenwüsten können nur entstehen, wenn sie von Gebirgen umgeben sind, die die Wolken stauen und abregnen lassen, so dass für das Land hinter dem Gebirge kein Wasser mehr übrig bleibt. Sie ist nach dem Indianervolk der Mohave benannt.

## Klima

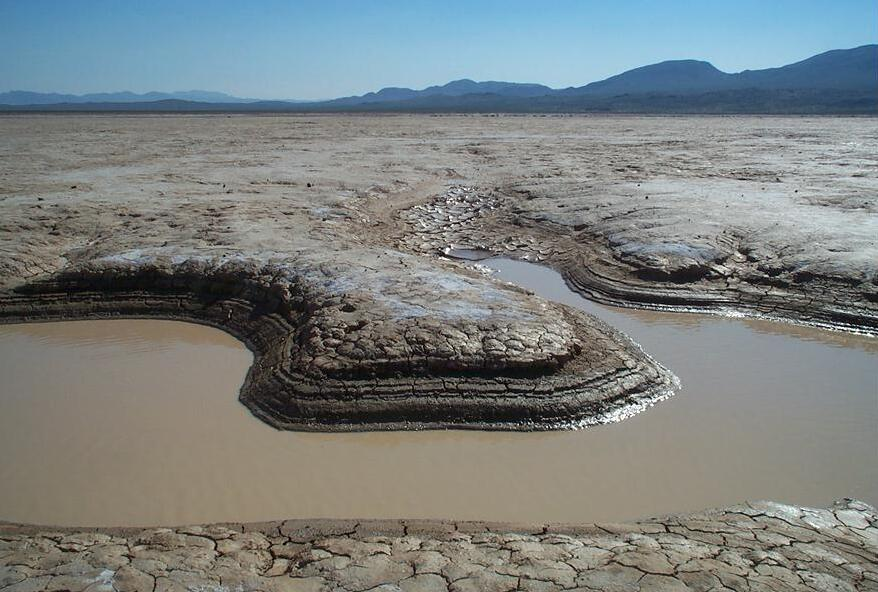
Wasserloch Coyote Dry Lake

Die Mojave hat eine Niederschlagsmenge von maximal 150 Millimetern pro Jahr. In dieser Wüste befindet sich einer der heißesten Orte der Erde, das Death Valley. Hier werden in den Monaten Juli bis August durchschnittlich Temperaturen von über 45 °C erreicht. Außerdem befindet sich hier der Mojave National Preserve, ein Wüstenschutzgebiet. Die wichtigste Wasserquelle der Wüste ist der Mojave River, der in den abflusslosen Mojave Sink übergeht.

## Geographie

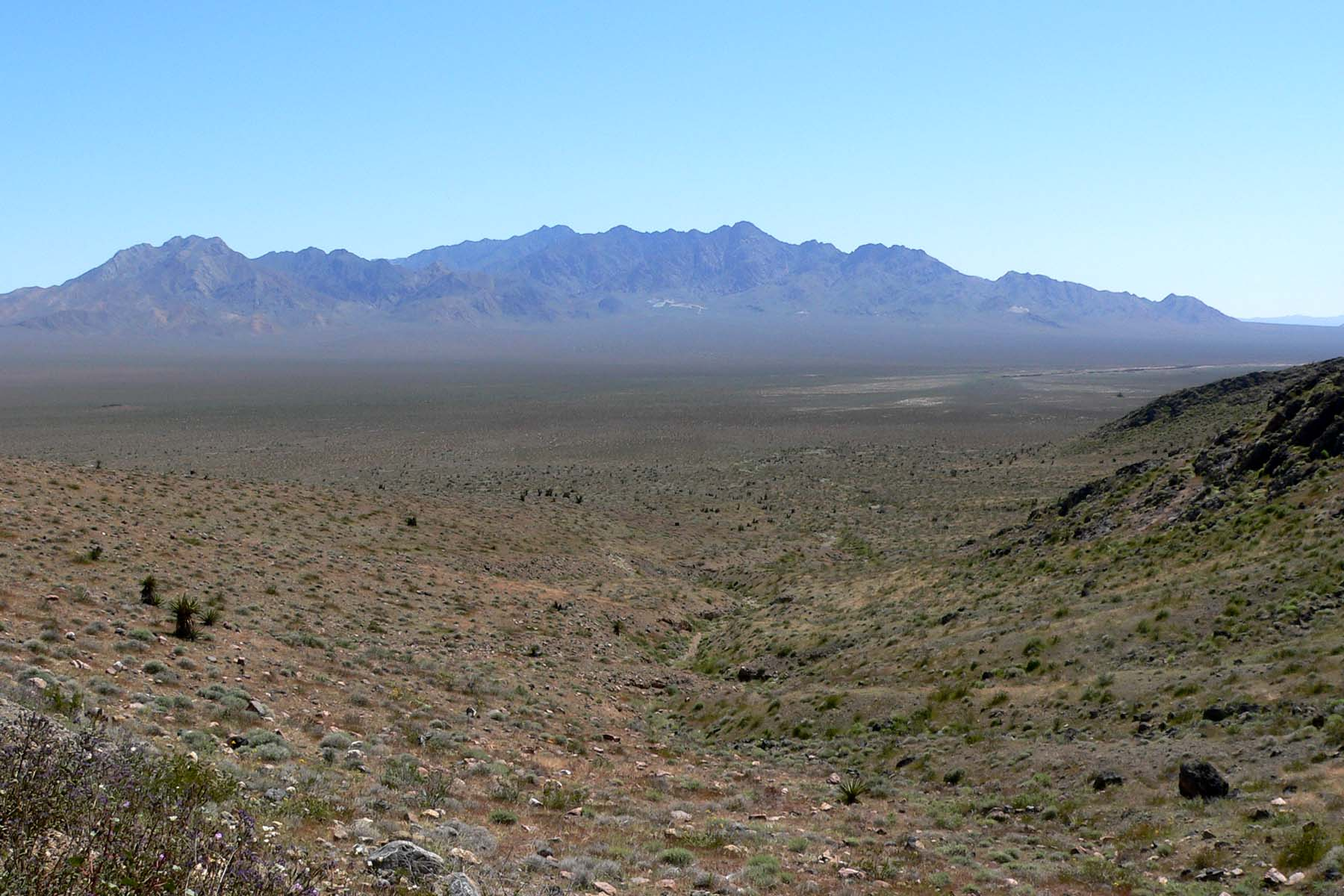
Kingston Range

Die Mojave-Wüste bedeckt Teile des Südostens von Kalifornien, den Süden von Nevada, den Nordwesten von Arizona und den Südwesten von Utah. Sie grenzt im Norden an das Great Basin und im Süden an die Sonora-Wüste. Der Colorado River fließt durch den Osten, im Westen wird sie von der Sierra Nevada abgegrenzt, deren hohe Gipfelketten hauptsächlich für die Entstehung dieser Regenschattenwüste verantwortlich sind.
Die Wüste ist ein Teil der Basin and Range Province. In ihr existieren einige verlassene Städte, so genannte Geisterstädte. Die bekannteste ist die kalifornische Stadt Calico, in der früher nach Silber gesucht wurde. Weitere Geisterstädte entstanden zur Zeit des Baus der Route 66 sowie des ehemaligen U.S. Highways 91.
Die wichtigsten Städte sind Las Vegas (Nevada) und die kalifornischen Städte Victorville, Barstow und Needles.

## Ökologie

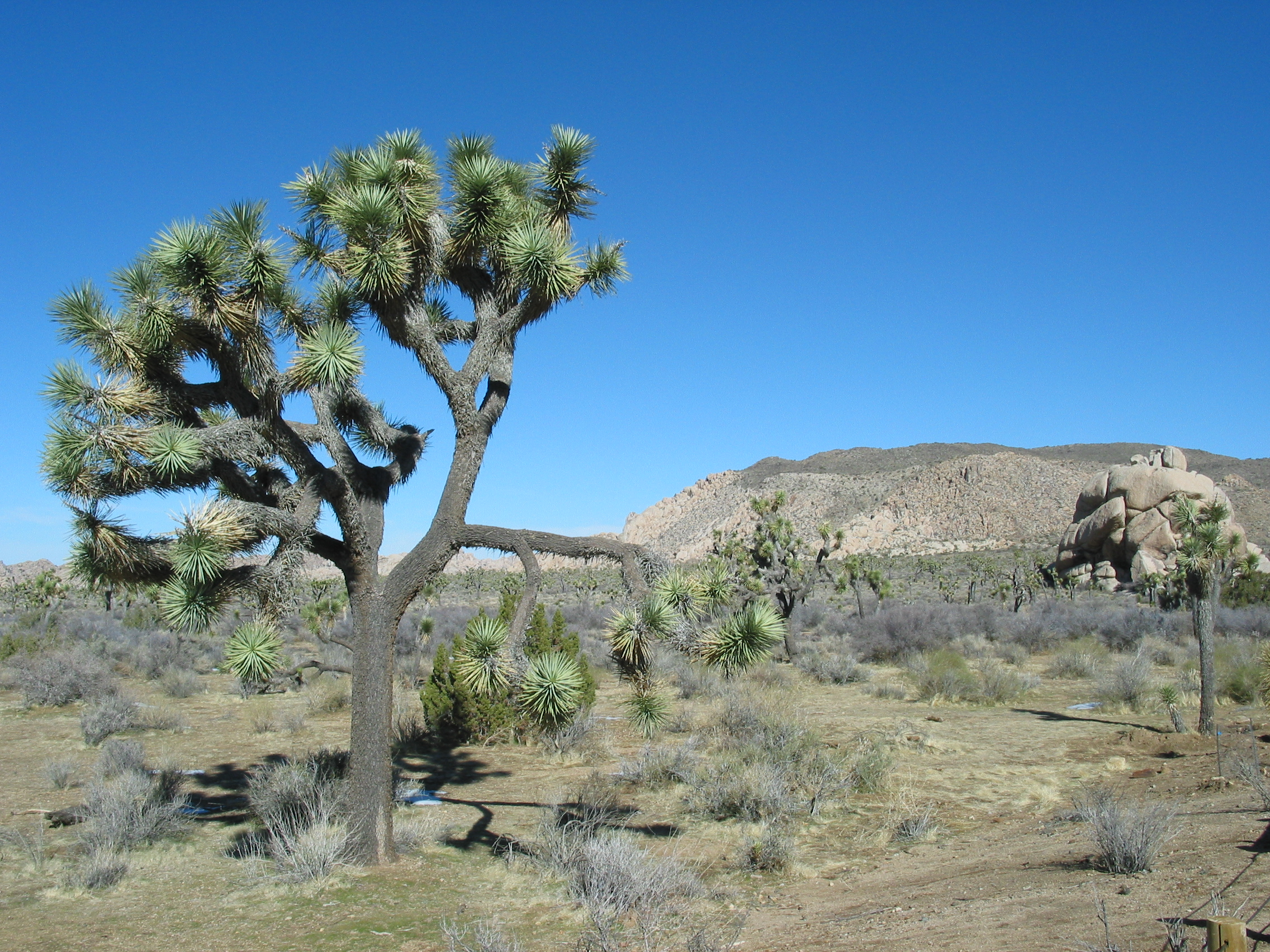
Josua-Palmlilie im Joshua-Tree-Nationalpark

Typisch für die Mojave-Wüste ist die Josua-Palmlilie (Yucca brevifolia), mit englischem Namen „Joshua Tree“. Dieses Agavengewächs kommt verbreitet in dieser Wüste vor. Nach ihr wurde der in der Mojave-Wüste gelegene Joshua-Tree-Nationalpark benannt. Neben einigen Säugetieren leben in der Mojave zahlreiche Reptilien wie die Kalifornische Gopherschildkröte und die Mojave- und Texas-Klapperschlange. Im Westen der Mojave-Wüsten kommen Mohngewächse der Gattung Arctomecon vor. Arctomecon humilis ist eine der am stärksten bedrohten Arten der Vereinigten Staaten.
Weitere Schutzgebiete des Bundes für die Natur in der Mojave sind die Mojave National Preserve, das Mojave Trails National Monument, Sand to Snow National Monument, Desert National Wildlife Refuge, Red Cliffs National Conservation Area und Red Rock Canyon National Conservation Area sowie Anteile des Death-Valley-Nationalparks und der Lake Mead National Recreation Area. Die Bundesstaaten haben darüber hinaus weitere Schutzgebiete wie den Arthur B. Ripley Desert Woodland State Park und Big Morongo Canyon Preserve ausgewiesen.

## Wirtschaft und Verkehr

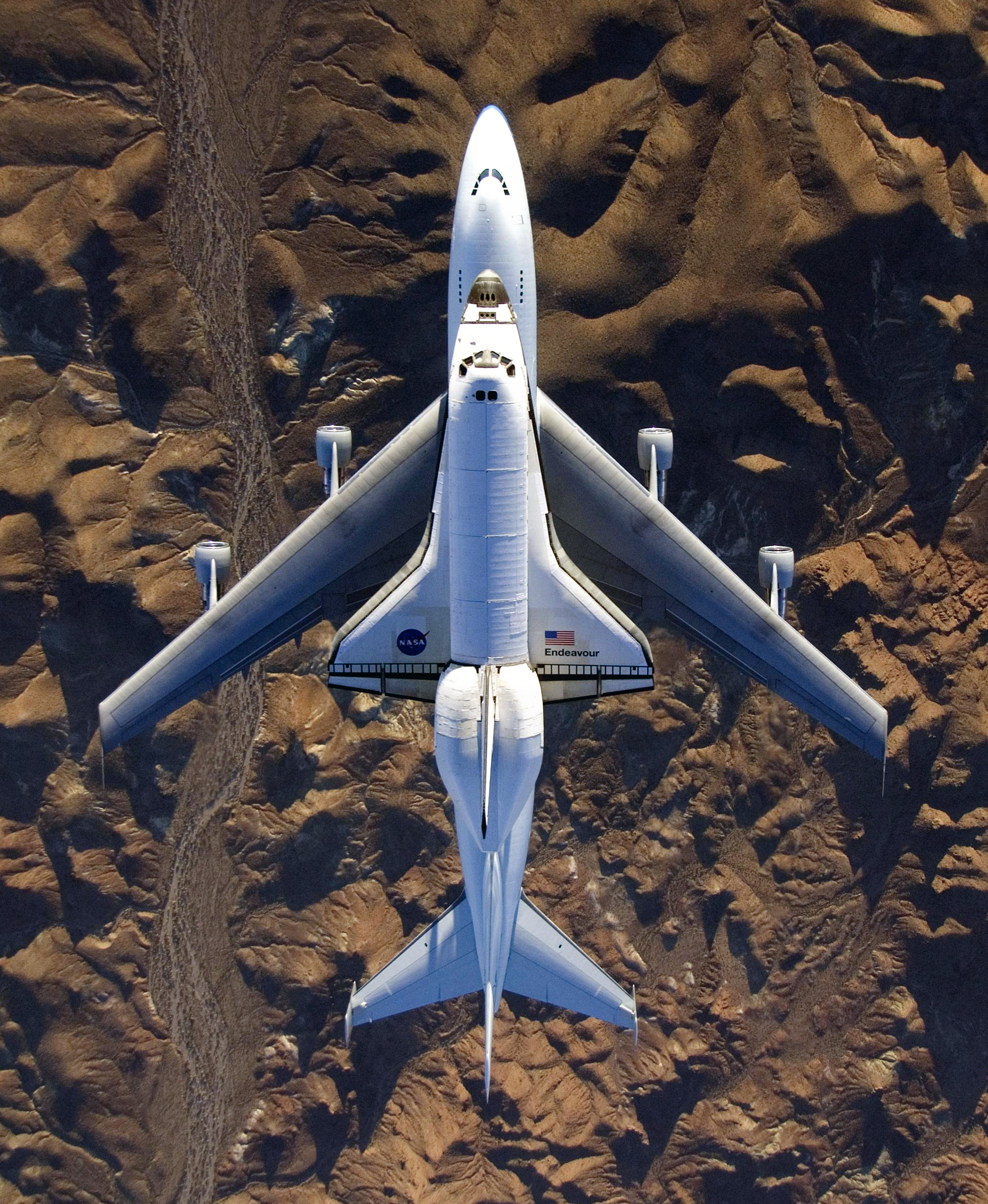
Modifizierte NASA-Boeing 747 Shuttle Carrier Aircraft beladen mit dem Space Shuttle Endeavour STS-126 über der Mojave (10. Dezember 2008)

Aufgrund ihrer Nähe zur Metropolregion Los Angeles und einer relativ gleichmäßigen Sonneneinstrahlung von mehr als 2.100 kWh/kWp/Jahr eignet sich die Mojave-Wüste hervorragend zur Erzeugung von erneuerbarer Energie. Seit den 1980er Jahren wurden in der Mojave-Wüste daher verschiedenste Solarkraftwerke mit einer gemeinsamen Leistung von 354 MW zu Testzwecken errichtet. Damit wurde die Mojave-Wüste jahrzehntelang zur bedeutendsten Solar-Region der Welt. Erst durch die Förderung der Photovoltaik in Deutschland verlor die Mojave-Wüste diese Stellung.
Durch steigende Kosten für fossile Brennstoffe und technischen Fortschritt wird die Solartechnologie Ende 2010 in der Mojave-Wüste zunehmend wirtschaftlich konkurrenzfähig. Daher werden seit diesem Zeitpunkt zahlreiche weitere Solarkraftwerke (Photovoltaik-Kraftwerke und solarthermische Kraftwerke) in der Mojave-Wüste geplant und errichtet. Erstmals werden dabei auch Großkraftwerke mit mehr als 250 MW projektiert, welche nur noch geringe Subventionen (<30 Prozent der Baukosten) benötigen. 2014 ging das Sonnenwärmekraftwerk Ivanpah mit knapp 400 MW Nennleistung in Betrieb.
Touristisch bekannte Straßen durch die Wüste sind die Route 66 sowie der ehemalige U.S. Highway 91. Andere Fernstraßen in der Mojave sind der U.S. Highway 395, die Interstate 15 und die Interstate 40.
Auch befindet sich in der Mojave-Wüste der Flughafen Mojave Air & Space Port. Er ist vor allem als Stellplatz für stillgelegte zivile Flugzeuge, also als Flugzeugfriedhof, bekannt.